# Марсель (аеропорт)
Аеропорт Марсе́ль-Прова́нс (фр. Aéroport de Marseille Provence (IATA: MRS, ICAO: LFML)) — міжнародний аеропорт у  Франції, розташований за 27 км NW від Марселя на території комуни Мариньян (регіон Прованс — Альпи — Лазурний Берег).
Аеропорт Марселя є п'ятим у Франції за пасажирообігом (після двох паризьких аеропортів, Ніцци і Ліона). У 2016 році аеропорт обслужив понад 8,4 мільйона осіб, майже 5 мільйонів з яких є міжнародними. Також аеропорт є другим в країні за вантажообігом (за 2016 рік було опрацьовано понад 55 тисяч тонн вантажу).

## Історія
Спочатку аеропорт планували відкрити на місці сучасної площі Прадо в Марселі. Проте 28 березня 1910 французький винахідник Анрі Фабр виконав перший і успішний політ на гідроплані з озера Етан-де-Берр, і будівництво марсельського аеропорту було вирішено перенести на це місце. Відкриття відбулося в 1922 році і до 1934 року порт носив офіційну назву Марсель-Мариньян. З цього ж року аеропортом керує компанія «Marseille Provence Chamber of Commerce and Industry».
Під час Другої світової війни в 1944 році аеропорт був повністю знищений німецькими бомбардувальниками і відновлений лише до 1961 року. В 1958 році на базі аеропорту створюється однойменний аероклуб.
У 2006 році в аеропорту Марселя відбулося відкриття нового пасажирського термінала для бюджетних авіакомпаній.

## Інфраструктура
Аеровокзальний комплекс складається з двох терміналів. Перший термінал 1961 року споруди обладнаний 19 телетрапами і розділений на три холи. Цей термінал приймає більшість всього пасажиропотоку марсельського аеропорту. Другий термінал під назвою «mp2» призначений для обслуговування лоу-кост авіакомпаній. З нього здійснюють свої рейси такі бюджетні перевізники, як Ryanair, Easyjet і Pegasus Airlines. Між старим терміналом і терміналом «mp2» розташована контрольно-диспетчерська вежа.
На території аеропорту розташовані готелі мереж Novotel, Best Western, Pullman, Ibis і Holliday Inn Express.
Також в аеропорту функціонує і вантажний комплекс площею 1200 м², завдяки якому аеропорт Марселя є другим у Франції аеропортом за вантажообігом і головними воротами прибуваючих швидкопсувних товарів з Африки в країни Євросоюзу.

## Авіалінії та напрямки, листопад 2020

### Пасажирські
| Авіакомпанія                  | Пункт призначення |
| ----------------------------- | --- |
| Aegean Airlines               | Сезонний: Афіни, Іракліон, Родос |
| Aer Lingus                    | Сезонний: Дублін |
| Aeroflot                      | Москва-Шереметьєво |
| Air Algerie                   | Алжир, Аннаба, Батна, Беджая, Шлеф, Константіна, Оран Сезонний: Джиджель, Сетіф |
| Air Austral                   | Реюньйон |
| Air Canada Rouge              | Сезонний: Монреаль-Трюдо |
| Air Corsica                   | Аяччо, Бастія, Кальві, Фігарі |
| Air France                    | Париж-Шарль де Голль, Париж-Орлі Сезонний: Алжир, Амстердам, Афіни, Бейрут, Біарриц, Брест-Бретань |
| Air France Hop                | Бордо, Лілль, Ліон, Нант, Ренн, Страсбург, Тулуза Сезонний: Ла-Рошель |
| Air Madagascar                | Антананаріву |
| Air Malta                     | Сезонний: Мальта |
| Air Senegal                   | Дакар |
| Air Transat                   | Сезонний: Монреаль-Трюдо |
| Alitalia                      | Рим-Ф'юмічіно |
| British Airways               | Лондон-Хітроу |
| Brussels Airlines             | Брюссель |
| easyJet                       | Берлін-Бранденбург, Бордо, Лондон-Гатвік, Лондон-Лутон Сезонний: Бристоль, Глазго |
| El Al                         | Тель-Авів |
| Ethiopian Airlines            | Аддис-Абеба |
| Eurowings                     | Дюссельдорф |
| FlyArmenia                    | Єреван (з 9 грудня 2020) |
| Iberia Regional               | Мадрид |
| KLM                           | Сезонний: Амстердам |
| Lufthansa                     | Франкфурт, Мюнхен |
| Luxair                        | Сезонний: Люксембург |
| Pegasus Airlines              | Стамбул-Сабіха Гекчен |
| Royal Air Maroc               | Касабланка, Марракеш, Уджда, Рабат |
| Ryanair                       | Агадір, Аліканте, Мілан-Бергамо, Бордо, Брест-Бретань, Бухарест, Будапешт, Катанія, Брюссель-Шарлеруа, Копенгаген, Дублін, Единбург, Ейндговен, Фес, Краків, Кутаїсі, Лілль, Лісабон, Лондон-Станстед, Мадрид, Мальта, Манчестер, Марракеш, Надор, Нант, Неаполь, Варзазат Уджда, Палермо, Порту, Прага, Рабат, Рим-Ф'юмічіно, Севілья, Танжер, Тель-Авів, Валенсія Сезонний: Ханья, Ес-Сувейра, Фару, Ібіца, Лондон-Саутенд, Малага, Пальма-де-Мальорка, Софія, Тур, Задар |
| Swiss International Air Lines | Цюрих |
| TAP Portugal                  | Лісабон |
| Tassili Airlines              | Алжир |
| Transavia                     | Нант |
| TUI fly Belgium               | Сезонний: Марракеш |
| Tunisair                      | Джерба, Монастір, Туніс |
| Turkish Airlines              | Стамбул-Аеропорт |
| Twin Jet                      | Мец, Мілан-Мальпенса, По |
| Volotea                       | Страсбург, Венеція, Відень Сезонний: Афіни, Барі, Біарриц, Кан, Кальярі, Корфу, Дубровник, Фару, Фуертевентура, Іракліон, Лансароте, Люксембург, Менорка, Міконос, Неаполь, Ольбія, Пальма-де-Мальорка, Прага, Ренн, Рієка, Санторині, Спліт |
| Vueling Airlines              | Алжир, Барселона, Париж-Орлі Сезонний: Малага, Пальма-де-Мальорка |

### Вантажні
| Авіакомпанія        | Пункт призначення                                |
| ------------------- | ------------------------------------------------ |
| ASL Airlines France | Аяччо, Бастія, Ніцца, Париж-Шарль де Голль, Ренн |
| UPS Airlines        | Кельн/Бонн                                       |

## Наземний транспорт
Майже за 3 км від головного в'їзду в аеропорт знаходиться автомобільна розв'язка під'їзду до аеропорту з магістраллю E 714, яка сполучає аеропорт Марселя з містом. В аеропорту функціонують 7 відкритих і одна багаторівнева парковка. Також в будівлі аеропорту розташовані офіси компаній з прокату автомобілів: Avis, Budjet, Europcar, Hertz, Sixt і Interrent.
Пасажирське сполучення забезпечують автобусні маршрути, прямуючі до Марселя, Екс-ан-Провансу, Гапа, Сен-Тропе та Мартігу..
Також між аеропортом і залізничною станцією Гар-де-Вітроль курсують автобуси-шатли. Час у дорозі становить приблизно 5 хвилин. З самої станції Гар-де-Вітроль до Марселя можна дістатися поїздами TGV, які курсують що 30 хвилин.

## Статистика
| Рік  | Пасажирообіг | Авіатрафік | Вантажообіг (тонн) |
| ---- | ------------ | ---------- | ------------------ |
| 1997 | 5 473 556    |            | 37 895             |
| 1998 | 5 670 956    |            | 38 612             |
| 1999 | 6 016 884    |            | 38 418             |
| 2000 | 6 458 429    | 100 045    | 56 199             |
| 2001 | 5 932 029    | 218        | 40 553             |
| 2002 | 5 457 443    | 700        | 40 760             |
| 2003 | 5 364 763    | 81 345     | 38 775             |
| 2004 | 5 756 038    | 86 093     | 53 768             |
| 2005 | 5 859 480    | 87 827     | 57 109             |
| 2006 | 6 115 943    | 89 807     | 55 641             |
| 2007 | 6 962 773    | 96 737     | 40 709             |
| 2008 | 6 965 933    | 96 357     | 44 311             |
| 2009 | 7 290 119    | 96 338     | 48 748             |
| 2010 | 7 522 167    | 97 317     | 52 179             |
| 2011 | 7 363 068    | 95 924     | 53 019             |
| 2012 | 8 295 479    | 101 113    | 53 026             |
| 2013 | 8 260 619    | 97 220     | 51 793             |
| 2014 | 8 182 237    | 91 957     | 53 345             |
| 2015 | 8 261 804    | 90 648     | 52 207             |
| 2016 | 8 475 806    | 90 820     | 55 893             |
| 2017 | 9 002 086    | 92 707     | 56 132             |
| 2018 | 9 390 371    | 93 527     | 56 695             |
| 2019 | 10 151 743   |            |                    |